# Junninpauha
Junninpauha är en ö i Finland. Den ligger i Bottenviken och i kommunen Karleby i den ekonomiska regionen  Karleby i landskapet Mellersta Österbotten, i den nordvästra delen av landet. Ön ligger omkring 12 kilometer nordöst om Karleby och omkring 420 kilometer norr om Helsingfors.
Öns area är 1 hektar och dess största längd är 210 meter i nord-sydlig riktning.